# フロイデンタールのスペクトル定理
数学におけるフロイデンタールのスペクトル定理（フロイデンタールのスペクトルていり、英: Freudenthal spectral theorem）とは、1936年にハンス・フロイデンタールによって証明されたリース空間論の一結果である。大まかに言うと、単項射影性質（principal projection property; 主射影性質）を持つリース空間内の一つの正元によって支配される任意の元は、ある種の単関数により一様に近似できる、ということが述べられている定理である。
数多くの有名な結果が、フロイデンタールのスペクトル定理から得られる。例えば、有名なラドン＝ニコディムの定理やポアソンの公式の正当性、正規作用素の理論によるスペクトル定理などは、フロイデンタールのスペクトル定理の特別な場合として従うことが示される。

## 定理の主張
e はリース空間 E に属する任意の正元とする。E の正元 p が e の成分 (component) であるとは、p ⊥ (e − p) が成立することを言う。p1, p2, …, pn が互いに素な e の成分であるとき、p1, p2, …, pn の任意の実線型結合を e-単関数と呼ぶ。
定理 (Freudenthal)単項射影性質を持つリース空間 E と E の任意の正元 e について、e の生成する主イデアル内の任意の元 f に対して、適当な e-単関数列 {sn} および {tn} が存在して、それぞれ下から単調に、および上から単調に、f に e-一様に収束する。

## ラドン＝ニコディムの定理との関係
{\displaystyle (X,\Sigma )} を測度空間とし、{\displaystyle M_{\sigma }} を {\displaystyle (X,\Sigma )} 上の符号付 {\displaystyle \sigma }-加法的測度の実空間とする。{\displaystyle M_{\sigma }} は全変動ノルムを備えるデデキント完備なバナッハ束であり、したがって主射影性を持つことが示される。任意の正測度 {\displaystyle \mu } に対し、上述のように定義される {\displaystyle \mu }-単関数は、{\displaystyle (X,\Sigma )} 上の {\displaystyle \mu }-可測単関数と（通常の意味で）ちょうど対応することが示される。さらに、フロイデンタールのスペクトル定理より、{\displaystyle \mu } によって生成される帯（band）内の任意の測度 {\displaystyle \nu } は {\displaystyle (X,\Sigma )} 上の {\displaystyle \mu }-可測単関数によって下から単調な方法で近似されるため、ルベーグの単調収束定理より、{\displaystyle \nu } はある {\displaystyle L^{1}(X,\Sigma ,\mu )} 関数に対応し、{\displaystyle \mu } によって生成される帯とバナッハ束 {\displaystyle L^{1}(X,\Sigma ,\mu )} の間の等長束同型を構成することが示される。

## 注
1. ↑  Luxemburg 1971. Def.38.1
2. ↑  Luxemburg 1971. Thm.40.2